# بخش کورلیس، شهرستان اوتر تیل، مینه سوتا
بخش کورلیس (به انگلیسی: Corliss Township) یک منطقهٔ مسکونی در ایالات متحده آمریکا است که در شهرستان اوتر تیل، مینه‌سوتا واقع شده‌است.
 بخش کورلیس ۹۵٫۵ کیلومتر مربع مساحت و ۴۶۲ نفر جمعیت دارد و ۴۳۴ متر بالاتر از سطح دریا واقع شده‌است.